# Вій (фільм, 1967)
«Вій» (рос. «Вий») — радянський художній фільм 1967 року режисерів Костянтина Єршова і Георгія Кропачова за мотивами однойменної повісті Миколи Гоголя.
Для прокату в Україні було створено україномовний дубляж; станом на 2021 рік жодної копії україномовного дубляжу ще не знайдено.

## Сюжет
Бурсаків відпускають на канікули, троє з них вночі збиваються з дороги, серед них Хома Брут. Бурсаки натрапляють на хутір, де лишаються на нічліг у старої жінки. Вона виявляється відьмою та осідлавши Хому літає на ньому. Хомі вдається вирватися й забити відьму до смерті. При цьому стара перетворюється на вродливу дівчину. Злякавшись покарання, Хома тікає назад у бурсу. Там ректор повідомляє, що померла дочка відомого сотника і її останнім бажанням було, щоб саме Хома читав над нею Псалтир.
Сотник допитується в Хоми як той познайомився з його дочкою «панночкою», але не отримує відповіді. Побачивши небіжчицю, Хома розуміє, що це вбита ним відьма. Сотник просить три ночі читати в церкві Псалтир над дочкою, за що обіцяє щедру винагороду. Хома неохоче погоджується.
Коли він лишається в церкві один з небіжчицею, починаються дивні події: на лиці панночки з'являється кривава сльоза, свічки самі гаснуть. Запевнивши себе, що це випадковості, Хома починає абияк читати Псалтир. Несподівано панночка встає з труни, щоб помститися Хомі, але той захищається від неї, накресливши крейдою на підлозі магічне коло. Відьма не може бачити й проходити крізь нього, а з першим криком півня повертається в труну.
Місцеві жителі підозрюють, що померла була відьмою та допитуються чи бачив Хома щось дивне. Хома не наважується дати чіткої відповіді, але вирішує, що не повинен нічого боятися та повинен продовжити. Від одразу креслить коло, але тепер труна починає літати по церкві. Відьма однак не може проникнути за коло і Хома дожидається ранку, посивівши від страху.
Божеволіючи, Хома танцює, чим тільки веселить селян. Він заявляє сотнику, що не буде більше читати Псалтир. Той погрожує побити Хому канчуками. Тоді Хома тікає, але його повертають назад і замикають у церкві.
Панночка прикликає на допомогу нечисту силу — упирів, вурдалаків, кістяків, але Хома почувається в безпеці у колі. Тоді вона наказує привести Вія — єдиного з нечистої сили, що може бачити крізь коло. Вієві піднімають повіки, він вказує де Хома і нечиста сила накидається на того. З криком півня нечисть ховається, та Хому знаходять мертвим, а відьма лишається в подобі старої.
За якийсь час бурсаки обговорюють ці події. Один з них каже другому чому помер Хома — бо злякався. Його товариш, однак, не вірить, що все це було насправді.

## У ролях
- Леонід Куравльов — Хома
- Наталія Варлей — панночка
- Олексій Глазирін — сотник
- Микола Кутузов — відьма
- Вадим Захарченко — Халява
- Петро Вескляров — ректор / Дорош
- Володимир Сальников — Тіберій Горобець
- Дмитро Капка — Оверко
- Степан Шкурат — Явтух
- Георгій Сочевко — Степан
- Микола Яковченко — Спирид
- Микола Панасьєв — розрадник
- Борислав Брондуков — бурсак (у титрах не згадується)

## Творча команда

Седнівська Георгіївська церква. Фото 1989 р.

- Автори сценарію: Микола Гоголь, Олександр Птушко, Костянтин Єршов, Георгій Кропачов
- Режисери-постановники: Костянтин Єршов, Георгій Кропачов
- Художній керівник фільму і постановник трюків: Олександр Птушко
- Оператори-постановники: Федір Проворов, Віктор Піщальников, Борис Травкін (оператор комбінованих зйомок)
- Художник-постановник: Микола Маркін
- Композитор: Карен Хачатурян

## Виробництво
Місцем фільмування виступила дерев'яна церква Пресвятої Богородиці в селі Горохолин Ліс на Івано-Франківщині. Також у дерев'яній Георгіївській церкві у селищі Седнів на Чернігівщині знімали фінальні сцени всередині храму, однак кадри із седнівської церкви до остаточного варіанту фільму не ввійшли.
У панночки під час зйомок було три труни. Перша — та, в якій вона лежала, друга — та, яка не могла пробити магічне коло. Третя — для польотів в церкві: її випробовувала вся знімальна група.

## Касові збори
У 1967-му році фільм у прокаті СРСР зайняв 13-е місце.